# Shannon Sharpe
Pour les articles homonymes, voir Sharpe.
Pro Football Hall of Fame 2011
(en) Statistiques sur pro-football-reference
Shannon Sharpe est un joueur professionnel américain de football américain, né le 26 juin 1968, qui a évolué au poste de tight end essentiellement avec les Broncos de Denver. Il a joué aussi pour les Ravens de Baltimore.

## Biographie

### Carrière
Il fut drafté au 7e tour par les Broncos en 1990 en tant que wide receiver mais sa saison de rookie fut assez médiocre car il était assez lent pour un tel poste. Convaincu par les Broncos, il changea de poste à l'issue de sa première saison professionnelle pour devenir tight end. Cette conversion sauvera sa carrière et même bien plus que cela, Sharpe étant le meilleur tight end de l'histoire dans bon nombre de catégories statistiques.
Sharpe a disputé 203 matchs de NFL et cumulé 10 060 yards à la réception et 62 touchdowns. Il fait d'ailleurs partie des quinze meilleurs receveurs de l'histoire de la NFL au niveau des réceptions effectuées. Il remporta deux fois le Super Bowl avec les Broncos et une fois avec les Ravens de Baltimore.
Il est maintenant commentateur sportif sur la chaîne CBS ainsi que sur l'émission Undisputed avec Skip Bayless jusqu'en 2023.
Le 24 avril 2025, Shannon a quitté ESPN pour une durée indéterminée suite à une plainte pour agression sexuelle. Malgré son intention de revenir sur ESPN à temps pour le début de la pré-saison NFL, la durée de son absence reste indéterminée.

### Jeunesse
Il est le frère de Sterling Sharpe.

## Affaires judiciaires

### Accusation d'agression sexuelle
Le 21 avril 2025, Shannon Sharpe a été nommé défendeur dans un procès civil intenté par le mannequin OnlyFans Gabriella Zuniga, qui utilisait initialement le pseudonyme « Jane Doe » et est représentée par l'avocat Tony Buzbee. 
La plainte de 13 pages allègue que Shannon a commis « une agression, une agression sexuelle, des coups et blessures et des violences sexuelles » et s'est livré à « l'infliction intentionnelle de détresse émotionnelle », et demande des dommages et intérêts compensatoires et punitifs de plus de 50 millions de dollars à Shannon. 
En réponse, Sharpe a publié une vidéo niant les accusations et qualifiant toute l'affaire de « racket ». Peu de temps après, l'équipe juridique de la femme a envoyé de nombreux SMS échangés entre elle et Sharpe à Larry Brown Sports. L'équipe juridique de Shannon Sharpe avait également révélé auparavant certains messages texte échangés entre Shannon et la femme.
L'avocat de Shannon Sharpe, Lanny Davis (en), a admis que Shannon avait précédemment proposé un règlement de « 10 millions de dollars » à l'accusatrice.
Dans un enregistrement obtenu par le magazine People, on entend une voix ressemblant à celle de Sharpe menacer physiquement l'accusatrice, en disant : « Si tu répètes ce mot une fois de plus, je vais t'étrangler quand je te verrai. »,.
En juillet 2025, l'affaire se termine par un règlement à l'amiable d'un montant inconnue et sera classé sans suite,,.

## Palmarès
- Super Bowl en 1997 et 1998 avec les Broncos, en 2000 avec les Ravens
- Pro Bowl : 1992, 1993, 1994, 1995, 1996, 1997, 1998, 2001